# Scelio difficilis
Scelio difficilis är en stekelart som beskrevs av Hermann Priesner 1951. Scelio difficilis ingår i släktet Scelio och familjen Scelionidae. Inga underarter finns listade i Catalogue of Life.